# Centre Cultural per la Memòria de Trelew
El Centre Cultural per la Memòria de Trelew, situat als edificis de l'Aeroclub Trelew és un espai de memòria a Trelew (Argentina) sobre la matança de Trelew.

## Context
Des de la seva creació el 2004, la Subsecretaria de Drets Humans del govern argentí es va marcar com a propòsit fonamental recuperar l'antic aeroport de Trelew com un espai de memòria que recordés l'episodi de "la masacre de Trelew". El 2005 es constituí una mesa de treball i consens a la qual s'hi adheriren més de 500 organitzacions de drets humans, socials, sindicals, expresos polítics, etc. Aquest espai conté una programació variada i exposicions permanents i temporals, amb una planificació d'actes especial durant la "semana de la memoria", que té lloc cap al 22 d'agost. El Centre Cultural per la memòria de Trelew forma part de la Coalició Internacional de Llocs de Consciència (www.sitesofconscience.org).

## Història
El 22 d'agost de 1972, durant la dictadura militar del general Alejandro A. Lanusse, vint-i-cinc presoners polítics van escapar-se de la presó de Rawson, la capital de la província argentina de Chubut. Només sis aconseguiren fugir finalment i marxar al Xile de Salvador Allende. Els dinou restants van ser enviats a l'estació aeronaval Almirante Zar a través de l'aeroport de Trelew, on varen ser executats. Tres presoners, malferits, aconseguiren sobreviure. La versió que donaren les autoritats militars per justificar la matança és que els presoners i presoneres capturats, havien tornat a intentar fugir. La "masacre de Trelew" és considerada un dels precedents immediats del terrorisme d'Estat sistemàtic que poc després patiria l'Argentina.